# Route nationale 20 (Grèce)
Pour les articles homonymes, voir Route nationale 20.
La route nationale 20 (en grec moderne : Εθνική Οδός 20, Ethníki Odós 20, en abrégé EO20) est une route du nord-ouest de la Grèce. 

## Description
La route nationale 20 relie la ville de Ioánnina dans la région de l'Épire à la ville de Kozáni dans la région de la Macédoine-Occidentale et constitue une liaison routière efficace entre ces deux régions et la Macédoine-Centrale, en particulier sa capitale Thessalonique.
.
L'EO20 traverse le massif du Pinde et contourne le parc national du Pinde septentrional. 
L'EO20 est de nos jours principalement une route touristique, car l'autoroute A2 (Egnatia Odos) est un itinéraire plus rapide entre Kozáni et Ioánnina,
.

## Tracé
| Km     | Agglomérations lieux | Carte interactive |
| ------ | -------------------- | ----------------- |
| 0 km   | Ioánnina             |                   |
|        | Ekáli                |                   |
|        | Kalpáki              |                   |
|        | Pyrsógianni          |                   |
|        | Eptachóri            |                   |
|        | Pendálofos           |                   |
|        | Tsotýli              |                   |
|        | Neápoli              |                   |
|        | Siátista             |                   |
|        | Xirolímni (en)       |                   |
|        | Vateró (en)          |                   |
| 215 km | Kozáni               |                   |